# 王卫星
王卫星（1958年—）生于陕西临潼，中国人民解放军少将。

## 生平
曾在中国人民解放军的团、师、军、军区机关和部队工作。1979年参加中越战争。1996年，调入中国人民解放军军事科学院。曾任军事科学院台海军事研究中心主任，军事科学院世界军事研究部四室主任，军事科学院外国军事研究部部长、研究员。还曾兼任中国军事科学学会国际军事分会会长，军事科学院国家高端智库学术委员会副主任委员，海峡两岸关系协会理事、全国台湾研究会常务理事、海峡两岸关系研究中心学术顾问。个人研究成果曾获国家“五个一工程奖”，首届全军政治理论研究优秀成果一等奖，全国图书“金钥匙奖”等奖项。2017年，任新调整组建的中国人民解放军国防大学副政治委员。2018年1月，当选第十三届全国政协委员。

## 著作
- 《中国军事艺术》
- 《白话中国兵法》
- 《中国古代战略理论精要》
- 《观海行策——王卫星将军论台海》[1][2]